# 江頭2:50
江頭2:50（1965年7月1日—）读作“江头2点50分（羅馬化：Egashira Nijigojuppun）”，本名江頭秀晴，是日本的裸系搞笑藝人、YouTuber，為經紀公司大川興業旗下藝人，曾經在該經紀公司的總裁選舉中，當選該演藝經紀公司第二任總裁。

## 經歷
江頭在1984年自佐賀縣立神埼高等學校畢業，後進入九州產業大學經濟學部經濟學系就讀，但一周後就中輟，以當藝人為目標。1988年，他得知大川興業正在招募人才，在觀看大川興業的演出後深受感動，之後通過考試，進入大川興業，以江頭2:50為藝名。
江頭2:50的表演方式大多數是以半裸方式突然登場，讓來賓和觀眾大驚失色，他通常會赤裸上身，下半身穿著黑色緊身褲或白色的褌，在節目上現身並用各種花招騷擾來賓和觀眾。他的座右銘是「與其在一季節目裡當常態來賓，不如成為僅出場一次的傳說」（ワンクールのレギュラーより1回の伝説）。這種表演風格被日本大眾認為是淫穢粗俗的，在《日經娛樂！》舉行的「討厭的藝人」調查排名中，江頭2:50在2002年至2010年期間都是第一名，在2014年重返第一名，2015年亦為第一名。
2020年2月1日，江頭2:50在YouTube開設頻道，他表示希望可以在一年內達到100萬訂閱，結果在2月9日就達成目標，是日本人之中第二快達到這項紀錄的（僅次於嵐），4月15日時訂閱人數達到200萬。
2011年，在東日本大震災發生後不久，江頭就帶著救災物資前往災難發生地協助，被稱為「行動派藝人」；而在2020年九州水災時，他也表示要捐出100萬日元，受到網友一片好評。

## 外部連結
- YouTube上的エガちゃんねる EGA-CHANNEL頻道